# Linaigrette
Taxons concernés
Parmi la famille des Cyperaceae :
- Des espèces du genre :
  - Eriophorum L. dont :
    - Eriophorum gracile W.D.J.Koch ex Roth
    - Eriophorum latifolium Hoppe
    - Eriophorum angustifolium Honck.
    - Eriophorum scheuchzeri Hoppe
    - Eriophorum vaginatum L.
- L'espèce :
  - Trichophorum alpinum (L.) Pers.modifier

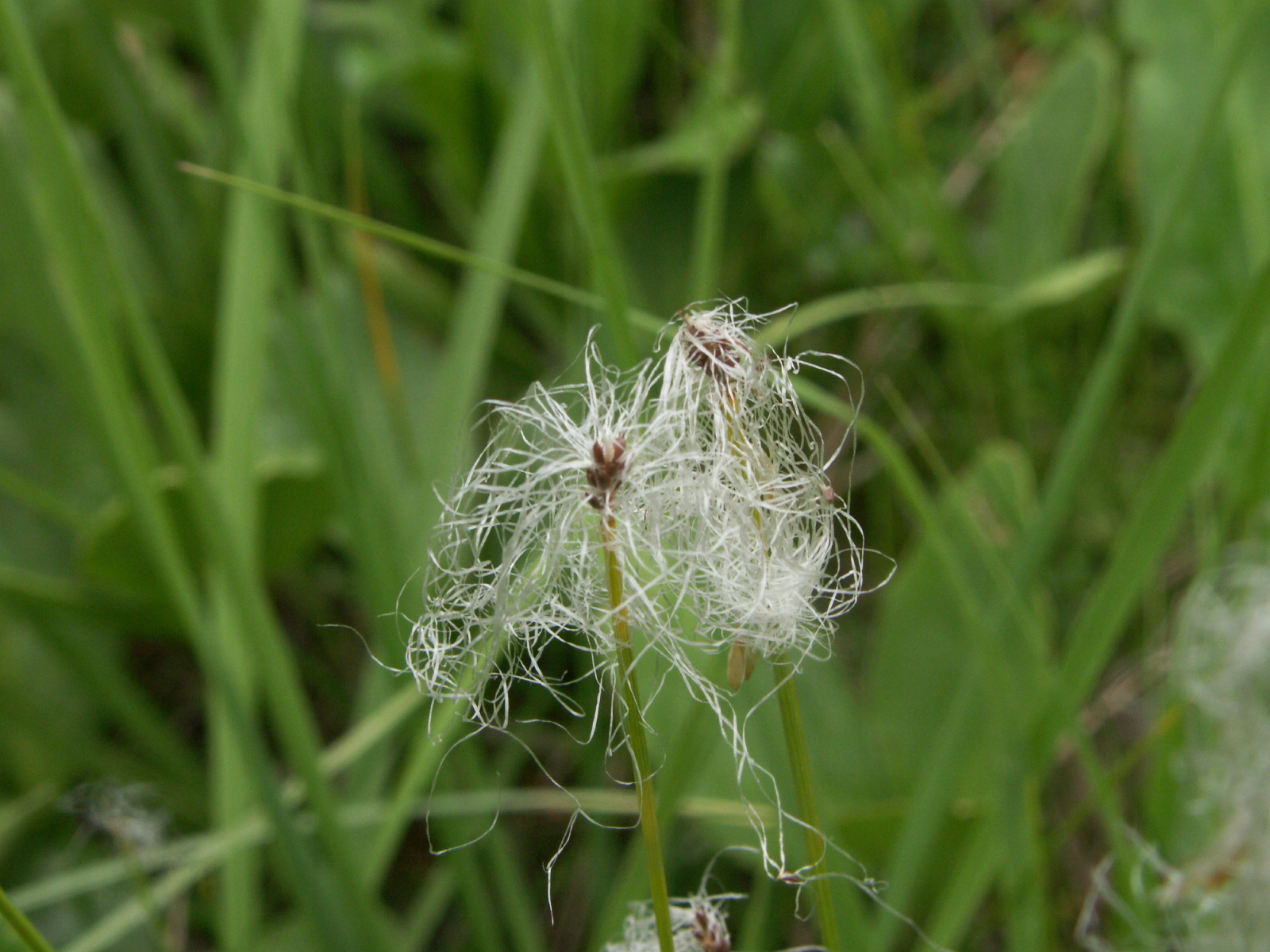
Trichophorum alpinum, la linaigrette des Alpes

Linaigrette est un nom vernaculaire ambigu désignant en français certaines plantes vivaces des genres Eriophorum et Trichophorum qui appartiennent à la famille des Cyperaceae.
Autres noms vernaculaires : linaigrette jonc, herbe à coton...

## Quelques espèces appelées «linaigrette»
- Linaigrette des Alpes - Trichophorum alpinum -  (Syn. Eriophorum alpinum)
- Linaigrette à feuilles étroites - Eriophorum angustifolium
- Linaigrette à feuilles larges - Eriophorum latifolium
- Linaigrette grêle - Eriophorum gracile
- Linaigrette de Scheuchzer - Eriophorum scheuchzeri (Syn. Eriophorum capitatum)
- Linaigrette vaginée - Eriophorum vaginatum
- Linaigrette à anthères courtes - Eriophorum brachyantherum[1]
- Linaigrette à belle crinière - Eriophorum callitrix[1]
- Linaigrette rousse - Eriophorum russeolum[1]
- Linaigrette dense - Eriophorum vaginatum subsp. spissum[1]

## Caractéristiques communes
On trouve communément les linaigrettes dans les endroits humides dans les tourbières en terrain siliceux. Certaines espèces, comme E. latifolium se rencontrent dans les marais alcalins (terrains calcaires). Leur aire de répartition va des régions arctiques jusqu'aux régions tempérées, où elles sont surtout présentes en montagne. Autrefois répandues en plaine, elles y sont désormais rares du fait de la disparition de leur milieu.
Elles forment des inflorescences d'apparence laineuse : les akènes portent une aigrette dense de fines soies blanches comme des fils de lin. Ces pompons produisent des fibres soyeuses ressemblant à du coton, d'où le nom d'herbe à coton donnée à la linaigrette. Dans certaines régions telles que les contrées scandinaves, l'Écosse ou les Monts d'Arrée, ces fibres ont été parfois utilisées pour la fabrication de vêtements, de chaussons ou le bourrage de coussins, d'oreillers ou de matelas. Mais plusieurs facteurs expliquent que ces tentatives de valorisation ont achoppé : ces fibres étaient moins résistantes et plus difficiles à filer que les fibres traditionnelles, la fructification variable de ces herbes à coton rendait la récolte des graines aléatoire. Elles sont cependant réutilisées et font l'objet de recherches en période de restrictions, liées aux guerres, pour en faire un substitut de textile en mêlant les fils de linaigrette à d'autres fibres,.
Ces graines à aigrettes sont dispersées par le vent : ce sont des plantes anémochores.

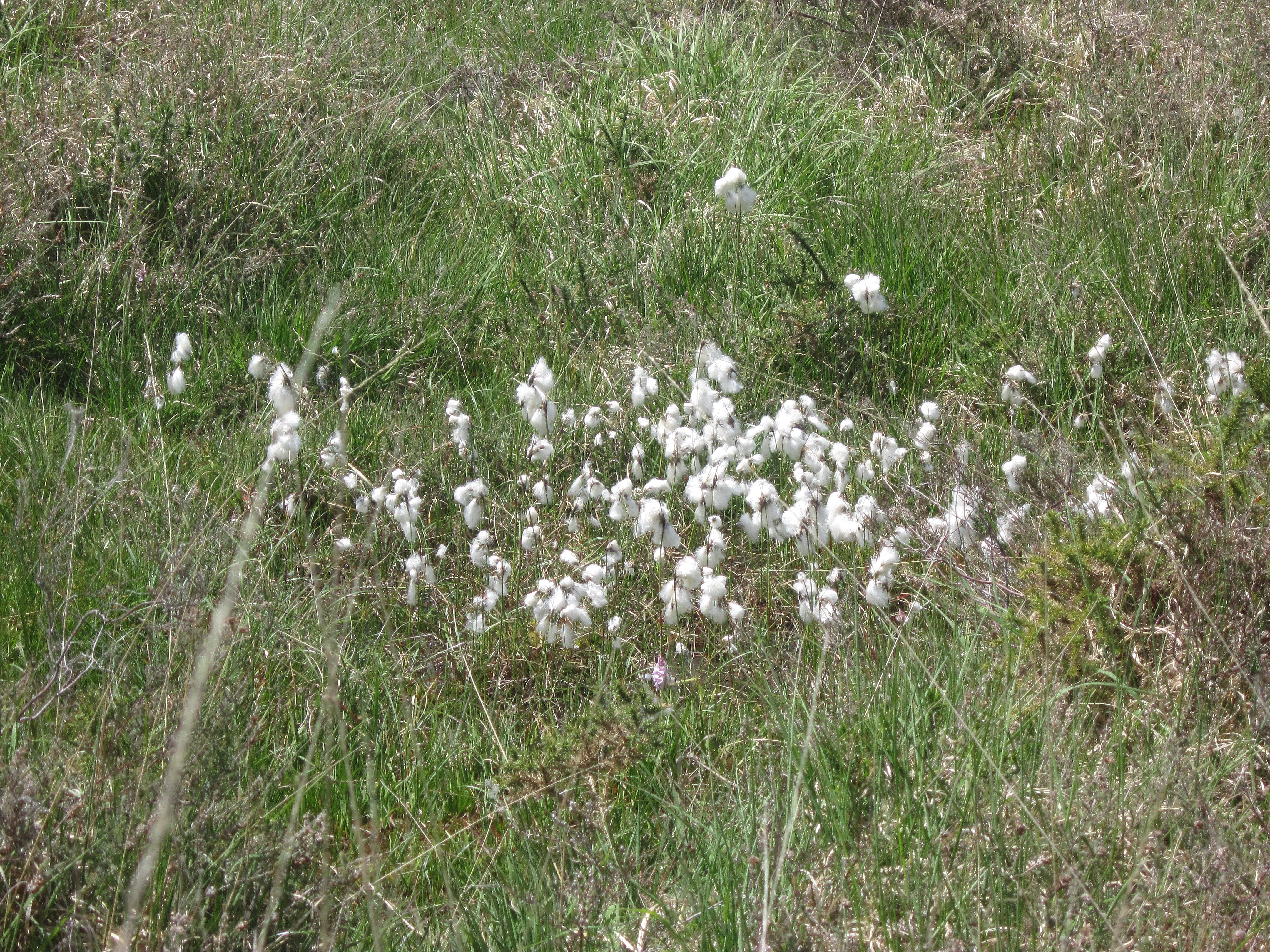
Linaigrettes en fruit dans le marais du Mougau (en Commana).

## Utilisation

### Par les Inuits
Au Québec, la linaigrette à anthères courtes, la linaigrette à belle crinière et la linaigrette de Scheuchzer poussent au Nunavik. La linaigrette rousse, la linaigrette à feuilles étroites et la linaigrette dense poussent au Nunavik, en Gaspésie et à l'île d'Anticosti. Les Inuits du Nunavik nomment les linaigrettes suputaujaq ou suputik en inuktitut. Le mot signifie souffler, d'après supuurtuk, ou souffle, d'après supuuq, en référence aux soies portées par le vent à l'automne. Ce moment marque également celui de l'année où l'épaisseur de la peau de caribou est parfaite pour fabriquer des kamiit. Les soies de linaigrettes pouvaient servir à partir un feu, comme mèche de quilliq, soit une lampe en stéatite, ou comme matériau de rembourrage. Les Inuits attribuaient des propriétés médicinales aux soies et à la tige des linaigrettes. Les soies étaient utilisées pour panser le nombril du nouveau-né et l'huile de la tige pour traiter les verrues,.